# SIP Strojna Industrija d.d.
SIP  est une société slovène, dont le siège est situé à Šempeter (Slovénie), spécialisée dans la fabrication de matériel agricole tracté, et en particulier du matériel de fenaison et de récolte.

## Historique
- à partir de 1970 - La société se consacre uniquement à la fabrication de matériel agricole.
- 1967 - La société Agroservice devient SIP.
- 1946 - Création de la société Agroservice.

## Usines

### Slovénie
- Šempeter.